# 聖ヴェロニカ (ストロッツィ)
『聖ヴェロニカ』（せいヴェロニカ、西: Santa Veronica、英: Saint Veronica）は、17世紀イタリア・バロック期のジェノヴァ出身の画家ベルナルド・ストロッツィが1620-1625年にキャンバス上に油彩で制作した絵画である。ゴルゴタへの道を行くイエス・キリストに立ち会ったという伝説の女性聖ヴェロニカを主題としている。作品はフェリペ5世の2番目の妃エリザベッタ・ファルネーゼがセビーリャで取得し、1746年のラ・グランハ宮殿の蔵品目録に記載されている。現在は、マドリードのプラド美術館に所蔵されている。

## 作品
ジェノヴァの画家ストロッツィは1632年にヴェネツィアに移住するが、本作は彼がジェノヴァにいた時期の作品で、輝きのある暖色性の色彩と、肌のみずみずしい生命感が特徴である。
本作の主題となっている聖ヴェロニカは、福音書には記述されていない伝説上の女性で、中世に著された「聖書外典」に登場する。ゴルゴタの丘を目指し、歩を進めるイエス・キリストの顔を彼女が布で拭ったところ、布にイエスの顔が浮かび上がったという逸話であるが、これは14世紀以降に生まれたものだと推測される。彼女の名前ヴェロニカは、「真実の像」を意味するギリシャ語の「veraoikon」に由来する。イタリア国内外の様々な教会は「聖ヴェロニカの聖顔布」という聖遺物を保管していると主張しているが、その中でヴァチカンのサン・ピエトロ大聖堂が8世紀から保管している布は本作に描かれているものと類似している。
ストロッツィは逸話の結末を描いており、聖ヴェロニカは1人で震えつつ、布を開いている。彼女は欄干の上に座り、左手をその上に載せている。右手で布を持ち上げているが、布は白い対角線を形成しており、緑色とピンク色の衣服と対照をなしている。聖ヴェロニカのやや曲げられたコントラポストのポーズは躊躇を表現しつつ、情景に動きの感覚をもたらしている。しかし、彼女の聖女としての特質を表しているのは、画面の外に焦点が合わされているその上向きの眼差しである。涙に濡れた目と、ストロッツィの紅潮した肌色で表現され、光の当たっている顔は一瞬現れた情感を伝えている。絵具をたっぷり含んだ力強い筆触は完璧に聖ヴェロニカの身体の重みを捉えているが、その筆触は彼女の魅力的な顔の上ではより滑らかなものとなっている。その顔貌はストロッツィに典型的なものである。